# الظفير (يريم)

تعديل مصدري - تعديل

الظفير محلة تابعة لقرية المنازل، التابعة لعزلة بني عمر بمديرية يريم إحدى مديريات محافظة إب في الجمهورية اليمنية.، بلغ تعداد سكانها 29 حسب تعداد اليمن لعام 2004.